# Houterpolder
De Houterpolder is een voormalige polder in de Nederlandse provincie Noord-Holland. De polder besloeg een langgerekte strook land in de huidige gemeente Drechterland, noordelijk van de buurtschap De Hout (ten noorden van het dorp Venhuizen). Aan de oostkant wordt de voormalige polder begrensd door de Zuiderdijk (Markermeer), ten noorden door de Wijzend, in het zuiden door de polder Venhuizen en Hem en aan de westzijde de Dracht (de grens met de Oosterpolder).
De polder besloeg de bannen van Oosterblokker, Binnenwijzend, het zuidelijke deel van de banne Hoogkarspel, het noordelijke deel van de banne Venhuizen en een klein deel van de bannen Bovenkarspel en Grootebroek. Als gezamenlijke afwatering van enkele bannen bestond de polder al in de 14e eeuw. In 1860 werd de polder een zelfstandig waterschap, waarvan de hoofdingelanden door de betrokken bannen werden benoemd.
Van 1880 tot de samenvoeging met Het Grootslag in 1926 werd de polder bemalen met een stoomgemaal dat uiterlijk vrijwel identiek was aan gemaal De Drieban, ca. 500 meter zuidelijker aan dezelfde Zuiderdijk. Het gebouw van het gemaal is nog aanwezig, en is een gemeentelijk monument.